# Музеј медицинских хуманистичких наука
Музеј медицинских хуманистичких наука Националног универзитета Тајвана је члан Музејске групе Националног универзитета Тајвана у округу Џонгџенг, град Тајпеј, Тајван. 
Музеј је отворен 2008. године, са циљем да прикаже колекцију медицинских артефаката из тајванске медицинске историје,  и тиме помогне медицинским школама у развоју  медицине на Тајвану. Приказујући процесе и карактеристике развоја различитих медицинских области на Тајвану он  пружа наставницима образовне и истраживачке материјале у области медицинских хуманистичких наука.

## Положај
Првобитна локација музеја била је канцеларија гувернера Тајвана (стара зграда Медицинског факултета Националног универзитета Тајвана), поред Медицинског факултета Националног универзитета Тајвана и источног објекта болнице Националног универзитета Тајвана.

## Историја
Историја музеја почиње с почетка 21. века, када је Национални универзитет Тајвана основао 15. новембра 2007. године „Музејску групу НТУ“, којој се придружио и овај музеј и тако постао члан ове групе, трансформишући се у „Музеј медицинских хуманистичких наука НТУ“  .
Музеј је званично је преименован у „Музеј медицинских хуманистичких наука“ 16. новембра 2008. године са циљем да буде одговоран за очување медицинских артефаката и историјског материјала. Такође је основао „Центар за искуствено учење“, проширио теме изложбе и сарађивао са релевантним јединицама ван болнице и школе како би играо улогу промоције образовања. Међу посетиоцима су били наставници, студенти НТУ-а и јавност . 
У јуну 2009. године, музеј је почео са планирањем сталних изложби и основао је секретаријат музеја. Годину дана касније, прва фаза овог плана је завршена.

## Намена
Музеј медицинских хуманистичких наука намењен је да се користи као база за прикупљање и састављање историјске грађе и промоцију образовања у области медицинских хуманистичких наука . 

## Размештај
Музеј медицинских хуманистичких наука Националног универзитета Тајвана је двоспратна зграда у облику слова L дуж улице Жонгшан Саут и улице Ренај. Иако материјали и боје спољашњих зидова нису потпуно исти као код оригиналне зграде, она и даље зрачи елеганцијом и изузетно хуманистичким квалитетом. 

### Први спрат
- Хол: са бронзаним бистама декана и директора, на чијим зидовима са обе стране се излажу радови наставника и ученика.
- Изложбени простор: са укупно девет изложбених просторија, подељених у два изложбена дела: специјалне изложбе и сталне поставке.
- Мејпл Сити Лаунџ: кафетерија
- Федерација удружења бивших студената
- Соба за историју болнице

### Други спрат
- Истраживачка група за медицинске хуманистичке науке: основана 6. октобра 2000. године, а одобрена на 2. састанку факултета Медицинског факултета у 89. академској години.
- Истраживачка група за медицину у заједници
- Социјална медицина
- Општа медицина
- Сала за дискусију у групној настави
- Заједничка просторија за образовање

Особљу које није на кампусу није дозвољено да се пење на други спрат без дозволе.

## Активност
У оквиру сталних активности музеја организују се сталне и специјалне изложбе и остале културне и уметничке активности:

### Стална изложба
- Рођење живота
  - Време отварања: 17.06.2010.
  - Изложба праћење развој трудноће током 280 дана као временска линија, разматра развој медицинских активности у свакој фази трудноће и знање о репродуктивној медицини из историјске и научне перспективе. Такође приказује истраживања из репродуктивне медицине које су спровели Медицински факултет Националног универзитета Тајвана и болнице, као и различите ставове тајванског друштва и јавности о трудноћи и порођају. Током посерте прикатани су и интервјуи са трудницама, бабицама и гинекологима како би се посетиоцима пружило дубље разумевање ситуације .
- Одакле долазе Тајванци? 
  - Време отварања: 17.06.2010.
  - Од свог оснивања током јапанског колонијалног периода, Одељење за анатомију на Националном универзитетском медицинском факултету Тајвана спроводи систематска и велика истраживања физичке антропологије под вођством професора Ђин Гуанфуа. Ова изложба користи резултате тих истраживања акумулираних током више од 70 година како би помогла посетиоцима да разумеју физичке карактеристике Тајванаца и однос између староседелачког становништва Тајвана и етничких група у околним подручјима. У овим истраживањима користи се добро очуван скелет Кентинглиаоа стар четири хиљаде година како би истражио однос између староседелаца Тајванаца и садашњих становника  .

### Специјалне изложбе
Периоди трајања специјалних изложби крећу се од четири месеца до једне године.

### Остале културне и уметничке активности
Од осталих активности у музеју се одржавају:
- концерти .
- активности везане за размену искуства и учења, као и активности из серије хуманистичких наука.